# Броко (Фрозиноне)
Броко је насеље у Италији у округу Фрозиноне, региону Лацио.
Према процени из 2011. у насељу је живело 37 становника. Насеље се налази на надморској висини од 518 м.